# One Night Only (Elton John)
Elton John One Night Only - The Greatest Hits è il quarto album live dell'artista britannico Elton John, pubblicato il 21 novembre 2000 negli Stati Uniti e il 12 dicembre dello stesso anno nel Regno Unito.

## Il disco
Il CD, frutto di due serate (a dispetto del titolo, che significa Una Sola Notte) al Madison Square Garden di New York, contiene i brani più conosciuti di Elton eseguiti live, scelti tra quelli esibiti nel corso dei due concerti (non contiene quindi la track-list integrale). Molti di questi sono in realtà dei duetti tra la rockstar e altri nomi famosi nel panorama musicale mondiale: Your Song è infatti duettata con Ronan Keating, Sad Songs (Say So Much) con Bryan Adams, Saturday Night's Alright for Fighting con Anastacia e I Guess That's Why They Call It the Blues con Mary J. Blige. Sebbene nel disco Goodbye Yellow Brick Road sia cantata dal solo Elton, in uno dei due spettacoli è stata eseguita in duetto con Billy Joel. Da notare anche il duetto tra John e Kiki Dee in Don't Go Breaking My Heart (hit eseguita raramente in concerto). Ad accompagnare specificatamente per questo evento la rockstar (come al solito seduta al pianoforte) vi era una band formata da ben otto elementi: Nigel Olsson (il batterista storico di Elton, ritornato nella formazione dopo anni di assenza, presente anche ai cori e al tamburello), Curt Bisquera (batteria), Davey Johnstone (chitarre e cori), John Jorgenson (chitarre, sassofono, mandolino e cori), Bob Birch (basso e cori), John Mahon (percussioni e cori), Ken Stacey (cori) e Billy Trudel (cori).
Nonostante One Night Only detenga il record assoluto tra gli album live di rapidità tra la data di registrazione e quella di pubblicazione, è stato accolto negativamente da una parte della critica, che ha contestato soprattutto la presenza di troppi musicisti e troppi duetti. Negli Stati Uniti, inoltre, il disco è stato un flop, conseguendo una numero 65 (nel Regno Unito ha invece raggiunto la numero 7).
Il concerto da cui è stato tratto il CD è stato pubblicato per intero numerose volte, in DVD, con il titolo One Night Only: The Greatest Hits Live at Madison Square Garden.
Sorry Seems to Be the Hardest Word e Someone Saved My Life Tonight, non presenti sul disco, sono stati pubblicati nel singolo promo The Valentine Sampler.

## Tracce
Tutti i brani sono stati composti da Elton John e Bernie Taupin, salvo dove specificato diversamente.
1. Goodbye Yellow Brick Road – 3:18
2. Philadelphia Freedom – 5:21
3. Don't Go Breaking My Heart – 4:19 (Carte Blanche/Ann Orson)
  - con Kiki Dee
4. Rocket Man (I Think it's Going to Be a Long, Long Time) – 5:43
5. Daniel * – 3:50
6. Crocodile Rock – 4:13
7. Sacrifice – 5:20
8. Can You Feel the Love Tonight? – 3:59 (Elton John/Tim Rice)
9. Bennie and the Jets – 5:02
10. Your Song – 4:17
  - con Ronan Keating
11. Sad Songs (Say So Much) – 3:54
  - con Bryan Adams
12. Candle in the Wind – 3:45
13. The Bitch Is Back * – 4:12
14. Saturday Night's Alright for Fighting – 4:38
  - con Anastacia
15. I'm Still Standing – 3:04
16. Don't Let the Sun Go Down on Me – 5:59
17. I Guess That's Why They Call It the Blues – 5:10 (John/Davey Johnstone/Bernie Taupin)
  - con Mary J. Blige

* Tracce bonus nelle versioni australiana, giapponese, inglese e statunitense.

## Formazione
- Elton John: voce, pianoforte
- Nigel Olsson: batteria, tamburello, cori
- Curt Bisquera: batteria
- Davey Johnstone: chitarre, cori
- John Jorgenson: chitarre, sassofono, mandolino, cori
- Bob Birch: basso, cori
- John Mahon: percussioni, cori
- Ken Stacey: cori
- Billy Trudel: cori
- Kiki Dee: duetto vocale (in Don't Go Breaking My Heart)
- Ronan Keating: duetto vocale (in Your Song)
- Bryan Adams: duetto vocale (in Sad Songs (Say So Much))
- Anastacia: duetto vocale (in Saturday Night's Alright for Fighting)
- Mary J. Blige: duetto vocale (in I Guess That's Why They Call It the Blues)